# Alfred Werner (Kunsthistoriker)
Alfred Werner (eigentlich: Alfred Siegfried Weintraub, geboren 31. März 1911 in Wien, Österreich-Ungarn; gestorben 14. Juli 1979 in New York) war ein österreichisch-amerikanischer Lyriker, Journalist und Kunsthistoriker.

## Leben
Alfred Werners Eltern, der Rechtsanwalt Ignatz Weintraub und Maria Friederika geborene Silberstein stammten aus Lemberg, wo sie im Juni 1910 heirateten. Alfred hatte einen um zwei Jahre jüngeren Bruder Edward. Als die Geschwister noch Kleinkinder waren, starb ihre Mutter durch einen Unfall. Ignatz Weintraub heiratete später erneut, wodurch Alfred und sein Bruder eine Stiefschwester erhielten.
Als Gymnasiast begann Alfred, unter dem Pseudonym Alfred Werner Gedichte zu veröffentlichen. Er studierte Jura in Wien und wurde 1934 promoviert. Während des Studiums war er bei den sozialistischen Studenten aktiv und 1933 wurde er Mitglied der Vereinigung sozialistischer Schriftsteller. Unter dem Titel Wille und Wort gabe er einen ersten Band eigener Gedichte heraus. Von 1935 bis 1937 studierte er zudem Philosophie an der Universität Wien. Er unterrichtete an der jüdischen Volkshochschule und wurde 1936 literarischer Leiter der Jüdischen Kulturstelle in Wien, die seit 1935 am Franz-Josefs-Kai ansässig war.
Er war Schriftleiter der Zeitschrift der jüdischen Kulturstelle Die Garbe und Mitarbeiter der Zeitschriften Die Stimme herausgegeben vom zionistischen Landesverband für Österreich, Gerechtigkeit, herausgegeben von Irene Harand und Der christliche Ständestaat, herausgegeben von Dietrich von Hildebrand.

## Haft und Emigration
Nach dem Anschluss Österreichs im März 1938 verlor Werners Verlobte Gertrude Bach ihre Anstellung als Ärztin und musste als Krankenschwester im jüdischen Krankenhaus arbeiten. Am 10. November 1938 wurde Werner verhaftet und in das Konzentrationslager Dachau deportiert. Durch den persönlichen Einsatz von Gertrude Bach wurde Werner im März 1939 aus dem Konzentrationslager entlassen unter der Auflage, Österreich zu verlassen. Beide flohen nach England, wo Werner im Kitchener-Internierungslage für jüdische Flüchtlinge in Richborough Port untergebracht wurde, während Bach bei einer christlichen Gastfamilie Aufnahme fand.

## Vereinigte Staaten
Im Jahr 1940 konnten beide in die USA ausreisen. Von 1941 bis 1945 war er Mitarbeiter der Redaktion der Universal Jewish Encyclopedia, welche 1948 erschien. In den 1940er und 1950er Jahren schrieb Werner vornehmlich zum Weltgeschehen, mit dem Schwerpunkt auf jüdischen und zionistischen Themen. Von 1943 bis 1960 war er Mitherausgeber der Vierteljahreszeitschrift Chicago Jewish Forum, die 1942 bis 1969 durch den Rechtsanwalt Benjamin Weintroub (1889–1970) herausgegeben wurde. Werners Artikel erschienen vor allem in amerikanisch-jüdischen Zeitschriften wie The American Zionist der Zionist Organization of America, in der Brooklyn Jewish Center Review und in Congress Weekly, der Zeitschrift des American Jewish Congress. Er veröffentlichte auch in jüdischen Zeitschriften in Europa und Israel, und in Zeitungen wie Saturday Review of Literature, New York Post, Esquire, The Nation und The New Republic.

## Kunsthistoriker
Werner, der bis 1938 vor allem Gedichte, Kurzgeschichten und Feuilletons verfasst hatte, fiel es in den USA anfänglich schwer, als freier Schriftsteller Anerkennung zu finden und seinen Lebensunterhalt zu bestreiten. Er spezialisierte sich daraufhin auf Kunstgeschichte mit dem Schwerpunkt Expressionismus.
Werner studierte von 1949 bis 1952 Kunstgeschichte am Institute of Fine Arts der New York University. Er unterrichtete von 1950 bis 1955 Kunstgeschichte an der City University of New York, 1955–1956 am Wagner College in Staten Island. Von 1956 bis 1979 war er als Kunstberater am New Yorker Theodor-Herzl-Institut tätig, wo er zahlreiche Ausstellungen kuratierte und Vorträge hielt. Zudem unterrichtete er an verschiedenen Universitäten und Museen in den USA und Kanada. Ab 1974 war er Gastprofessor an der Rutgers University.
Werner betreute eine Kunst-Kolumne "Views and Visions" der in Newark erschienen Jewish News, schrieb für die Zeitschrift American Artist (Verlag Watson-Guptill) und die in München erscheinende Zeitschrift Pantheon. Internationale Zeitschrift für Kunst und war Herausgeber von Art Voices. Für die ab 1971 erscheinende Encyclopaedia Judaica war er Herausgeber der Sektion für bildende Kunst.
1967 wurden ihm von der Republik Österreich der Professorentitel und 1971 von der Bundesrepublik Deutschland das Bundesverdienstkreuz 1. Klasse verliehen.
Werners erste Ehefrau Gertrude Bach starb bereits im Jahr 1952. Werner heiratete später zwei weitere Male. Seine zweite Frau Judith Mayer starb Ende der 1960er Jahre. 1975 heiratete er Lisa Tramm, die ihn pflegte, als er an der Parkinson erkrankte. Werner verstarb 1979 an einer Krebserkrankung.

## Bücher

### Gedichtbände
- Wille und Wort, Wien
- Der Blick nach Innen. Gedichte und Sprüche, Wien 1935, Hans Beer
- Gebet aus der Tiefe, mit Illustrationen von Hans Felix Kraus, Wien 1936, Sussmann
- Richard Beer-Hofmann. Sinn und Gestalt (zum 70. Geburtstag von Richard Beer-Hofmann), Wien 1936, Verlag Dr. Heinrich Glanz

### Kunstgeschichte
- Alexander Watin und die jüdische Volkskunst, Wien 1937, R. Löwit
- Story of Jewish Art, New York 1946, Office of Jewish Information, American Jewish Congress (Jewish affairs, Band 1, Nr. 14)
- Tropical butterflies, mit Josef Bijok, New York 1949, A. A. Wyn
- Icons. Religious art of eastern Europe, New York 1949, A.A. Wyn
- Famous portrait miniatures, New York 1951, A.A. Wyn
- Maurice Utrillo, New York 1952, H.N. Abrams
- Raoul Dufy (1877-1953), New York 1953, H. N. Abrams und Pocket Books
- Henri Rousseau, New York 1957, H. N. Abrams
- Rubin, Tel Aviv 1958, Massadah
- Mané-Katz, Tel Aviv 1960, Massadah
- Modigliani the Sculptor, New York 1962, Arts inc.
  - deutsche Ausgabe: Modigliani, der Bildhauer, Genf 1962, Alfred Nagel
- Pascin, New York 1962, H. N. Abrams
  - deutsche Ausgabe: Jules Pascin 1885-1930, Ostberlin 1963, Rütten & Loening
- Tully Filmus, Cleveland 1963, World Publishing
- Glicenstein, Tel Aviv 1963, Massadah
- Painting by the post-impressionists, New York 1963, McGraw-Hill
- German painting, the Old Masters, New York 1964, McGraw-Hill
- Israel Landscapes and People, Gemälde von Joel Rohr, Kibbuz Kfar Menachem, Israel 1964
- Amedeo Modigliani, New York 1966, H. N. Abrams
  - deutsche Ausgabe: Köln 1968, DuMont Schauberg
- Ernst Barlach, New York 1966, McGraw-Hill
- Scenes from the Bible, Bilder von Ezekiel Schloss, New York 1966, Ktav
- Paul Gauguin, New York 1967, McGraw-Hill
- Chagall, New York 1967, Tudor
- Eight oil paintings, six drawings, Bilder von Zvi Livni, Tel-Aviv 1968, Yavneh
- Degas pastels,
  - New York 1968, Watson-Guptill
  - hrsg. von Judith A. Levy, London 1969, Barrie & Rockliff the Cresset Press
- Lipchitz. The Cubist Period 1913-1930, Katalog zur Ausstellung in der Marlborough-Gerson Gallery, New York 1968
- Einleitung und Bildunterschriften zu: Albert Fidelis Butsch, Handbook of Renaissance ornament. 1290 designs from decorated books, New York 1969, Dover Publications
- The graphic works of Odilon Redon, New York 1969, Dover Publications
- Modigliani, Utrillo, Soutine, New York 1969, Tudor
- Chagall, Watercolors and Gouaches, hrsg. von Heather Meredith, New York 1970, Watson-Guptill
- Fifty Years of Watercolors Katalog zur Ausstellung mit Bildern von William Zorach (1887–1966), New York 1970, Bernard Danenberg Galleries
- Moses Soyer, mit Memoiren von David Soyer, South Brunswick 1970, A. S. Barnes
- Maurice Vlaminck, New York 1971, H. N. Abrams
- Inness, Landscapes, New York 1973, Watson-Guptill
- Hyman Bloom, Recent paintings, Katalog zur Ausstellung 1. April – 26. April, New York 1975, Terry Dintenfass
- Michael Schreck, Sculpture, Coral Gables 1975, University of Miami Press
- Max Weber, New York 1975, Abrams
- Pictures of Traditional Jewish Life, über Moritz Daniel Oppenheim, New York 1976, Ktav
- Chaim Soutine
  - New York 1977, H. N. Abrams
  - London 1978, Thames and Hudson
- Families & Feasts Katalog zur Ausstellung mit Gemälden von Moritz Daniel Oppenheim und Isidor Kaufmann, Yeshiva University Museum New York, 24. April – 19. Juni 1977
- Chaim Gross, Watercolors and Drawings, New York 1979, H. N. Abrams
- Graphic works of Edvard Munch, New York 1979, Dover Publications